# Platform Capitalism
Platform Capitalism (deutsch: Plattform-Kapitalismus) ist ein Sachbuch von Nick Srnicek aus dem Jahr 2016, erschienen im Polity-Verlag (deutsche Ausgabe 2018 bei der Hamburger Edition). Das Buch thematisiert aus US-amerikanischer Sicht die Digitale Transformation des Kapitalismus seit der globalen Finanzkrise in 2007/2008 und die durch monopolistische Unternehmen vorangetriebene Entwicklung von digitalen Plattformen als neues Geschäftsmodell.

## Zusammenfassung
Ausgangspunkt des Buches ist die Beobachtung, dass das 21. Jahrhundert ein Zeitalter massiver Veränderungen und Transformationen ist, welches neue Technologien und Wirtschaftsformen hervorbringt. Das Buch zielt darauf ab, bereits bestehende Perspektiven darüber durch eine Wirtschaftsgeschichte des Kapitalismus und der digitalen Technologie zu ergänzen. Der Digitalen Revolution, die auf Informationstechnologie, Daten und dem Internet basiert und Unternehmen, die zunehmend auf diesen Aspekten aufbauen, kommen dabei eine wachsende Bedeutung zu. In diesem Zusammenhang diagnostiziert Srnicek die Entstehung von unternehmerischen Plattformen und die Durchsetzung eines Plattformkapitalismus. Mit Plattformen verweist Srnicek auf große monopolistische Unternehmen, welche ihr Augenmerk auf Daten richten, diese in Massen gewinnen, nutzen und kontrollieren und damit Dominanz in der Wirtschaft erlangen.
Die Kernthese des Buches lautet, dass der Kapitalismus infolge historischer Ereignisse seinen Erhalt nicht mehr auf traditionelle Weise sichern kann. Im Zuge der Entwicklungen seit Ende des Zweiten Weltkrieges hat sich der Kapitalismus des 21. Jahrhunderts zu einer Wirtschaftsform transformiert, die zunehmend auf Daten aufbaut und diese nutzt, um das Wirtschaftswachstum aufrechtzuerhalten und damit einem trägen Produktionssektor entgegenzuwirken. Diese neue Logik des Kapitalismus mündet in der Entstehung von Plattformen als neues Geschäftsmodell.

## Inhalt

### The Long Downturn (S. 9–35)
Im ersten Kapitel The Long Downturn (dt. = der lange Abschwung) beschreibt Srnicek die historische Entwicklung und wichtige Ereignisse des Kapitalismus seit Ende des Zweiten Weltkrieges. Aus historischer Sicht sind gegenwärtige Tendenzen und Entwicklungen weniger radikal neu, als vielmehr einfache Kontinuitäten. Der heutige Kapitalismus ist nach wie vor eine von Konkurrenz und dem Streben nach Profit geprägte Wirtschaftsform. Er ist jedoch vor allem das Ergebnis seiner eigenen Geschichte und langfristiger Trends. Srnicek argumentiert, dass es im Wesentlichen drei Ereignisse in der jüngeren Geschichte des Kapitalismus gegeben hat, die für die aktuelle Konjunktur von Relevanz sind:
Die ökonomische Entwicklung nach Ende des Zweiten Weltkrieges bis in die 1970er-Jahre führte zu einer Verschiebung hin zu flexiblen Arbeitsverhältnissen sowie schlanken Geschäftsmodellen: Der vorherrschende Fordismus und die Organisation von Arbeitsprozessen nach tayloristischen Prinzipien wurden durch den japanischen Toyotismus ersetzt und die globale Fertigung war geprägt durch einen anhaltenden internationalen Wettbewerb, Überproduktion sowie einem preislichen Abwärtsdruck. Weitere Entwicklungen waren Outsourcing als eine populäre Vorgehensweise und ein immenser und zunehmender Druck auf dem globalen Arbeitsmarkt. Daraus entstanden und seither beobachtbar ist ein säkularer Trend von Beschäftigungsformen, die zunehmend flexibel gestaltet sind und sich mit niedrigen Löhnen und einem erhöhten Druck durch das Management konfrontiert sehen. Ein weiteres Ereignis von besonderer Bedeutung war der Internet-Boom der 1990er-Jahre. Das Jahrzehnt war geprägt von hohen Aktienbewertungen, zahlreichen Unternehmensgründungen und finanziellen Spekulationen, die wiederum durch große Mengen an Risikokapital gefördert wurden. Zudem entwickelte sich der neue und riesige Telekommunikationssektor zum bevorzugten Finanzsektor. Das Streben nach einer Monopolstellung charakterisiert den Internetsektor damals wie heute. Die Reaktion auf einen erneuten Abschwung markierte den Beginn einer einfachen und anpassungsfähigen Geldpolitik, welche Srnicek als „asset-price Keynesianism“ bezeichnet. Dieses kapitalistische Wachstumsmodell kurbelt die Wirtschaft ohne defizitäre Staatsausgaben an. Vorläufig wirkte diese Niedrigzinspolitik und erleichterte weitere Investitionen in neue Dotcom-Unternehmen, letztlich mündete dieses spekulative Vorgehen jedoch in der Dotcom-Blase im Jahr 2000. Das Vertrauen in eine anpassungsfähige Geldpolitik setzte sich jedoch auch nach dem Crash fort und begünstigte u. a. die Senkung von Hypothekenzinsen, welche die Bedingungen für eine erneute Blase im Immobiliensektor schuf. Die zentralen Errungenschaften dieser Zeit liegen in der Kommerzialisierung des Internets, der Einrichtung einer infrastrukturellen Basis für eine digitale Wirtschaft und in der Umstellung auf eine lockere und stark anpassungsfähige Geldpolitik als Reaktion auf wirtschaftliche Probleme, welche bis heute betrieben wird. Mit dem Platzen der Immobilienblase im September 2008 und dem Ausbruch einer globalen Finanzkrise kam es zu einer dritten wichtigen Entwicklung. Regierungen weltweit übernahmen die Last einer Erhöhung ihrer Defizite, um der Krise entgegenzuwirken. Daraus resultierte ein hohes Niveau an Staatsschulden nach der Krise, was viele Regierungen nach Jahrzehnten zunehmender Staatsdefizite in eine noch prekärere Lage versetzte. Infolgedessen etablierten sämtliche fortgeschrittenen kapitalistischen Nationen eine Sparpolitik zur Beseitigung und Reduktion von Defiziten. Die wichtigste Maßnahme zur Bekämpfung der Finanzkrise war eine international koordinierte Leitzinssenkung durch sechs große Zentralbanken. Daraus etablierte sich eine niedrige Zinspolitik für die Weltwirtschaft, was eine der wichtigsten Bedingungen und Grundlagen für Teile der heutigen digitalen Wirtschaft darstellt. Seither ist Geldpolitik als Konjunkturmaßnahme für zahlreiche Regierungen der erste Weg einer Deflation entgegenzuwirken. Neben einer lockeren Geldpolitik lässt sich in den letzten Jahren eine Zunahme an Steueroasen, Unternehmenseinsparungen sowie ein wachsender und globaler Trend von Strategien der Steuervermeidung verzeichnen. Das Ergebnis sind weitere Einschränkungen der steuerlichen Konjunktur und ein größerer Bedarf an unorthodoxen Methoden der Geldpolitik. Steuerhinterziehung, Sparsamkeit von Unternehmen und der Politik sowie eine unkonventionelle Geldpolitik verstärken sich dabei gegenseitig.
Diese Entwicklung des Kapitalismus ging für Beschäftigte mit erschwerten Bedingungen auf dem Arbeitsmarkt einher. Verstärkt durch die Krise ist die Beschäftigungssituation der derzeitigen Wirtschaftslage in weiten Teilen durch prekäre und informelle Arbeit sowie durch Langzeitarbeitslosigkeit geprägt. Auf die verbleibenden Beschäftigten baut sich hingegen ein immer stärkerer Druck auf, u. a. in Form von geringeren Löhnen, sinkenden Ersparnissen und wachsender Verschuldung. Aus der Notwendigkeit, ein gesichertes Einkommen zu erlangen, sind Arbeitnehmer in hohem Maße anfällig für ausbeuterische Arbeitsbedingungen geworden.

### Platform Capitalism (S. 36–92)
Das zweite Kapitel Platform Capitalism beschäftigt sich mit der Frage, inwiefern der Kapitalismus in Folge der Finanzkrise einem Wandel unterliegt. Der fortschrittliche Kapitalismus des 21. Jahrhunderts – darin liegt laut Srnicek der Kern seiner Transformation – zentriert sich auf die Gewinnung und Verwendung eines speziellen Rohmaterials: Daten. Diese werden aus Aktivitäten von Benutzern gewonnen und können auf vielfältige Weise genutzt werden. Neu ist, dass datenbasierte Technologie und Kommunikation im 21. Jahrhundert sehr billig und einfach geworden ist. Zudem steht eine nie zuvor da gewesene Datenmasse zur Verfügung. Verwendung finden Daten zum Beispiel für die Optimierung von Produktionsprozessen oder um Präferenzen von Kunden einzusehen. Damit sind sie eine zentrale Ressource für Unternehmen und den Kapitalismus geworden. Relevanz gewannen sie primär durch die Ausbreitung des Internets und die zunehmende Abhängigkeit von Unternehmen von digitaler Kommunikation. Traditionelle Geschäftsmodelle sind jedoch wenig für die Extraktion und Nutzung von Daten geeignet. Deshalb ist schließlich ein neues und mächtiges Geschäftsmodell entstanden: die Plattform. Plattformen ermöglichen die Monopolisierung, Gewinnung, Analyse, Nutzung und den Verkauf von Daten und sind, so Srnicek, ein neuer Typ von Unternehmen und das ideale Geschäftsmodell für die Gewinnung und Kontrolle von Daten. Zahlreiche Unternehmen integrieren Plattformen bereits in ihr Geschäftsmodell, darunter Google, Facebook und Amazon.
Plattformen fungieren als digitale Infrastruktur, die die Interaktion von zwei oder mehr Gruppen ermöglicht. Sie positionieren sich als Vermittler, die verschiedene Benutzer zusammenbringen: Kunden, Werbetreibende, Dienstleister, Produzenten, Lieferanten und physische Objekte. Einzige Voraussetzung für Plattformen ist digitale Interaktion. Der entscheidende Vorteil gegenüber traditionellen Geschäftsmodellen liegt darin, dass sich eine Plattform zwischen den Nutzern positioniert. Dadurch agiert sie gleichzeitig als Betätigungsebene, auf welcher Benutzer aktiv sind und somit Daten generiert werden. Dies verschafft Plattformen einen privilegierten Zugang zu diesen Daten. Die Tendenz, dass immer mehr Industrien ihre Dienste und Interaktionen online stellen, fördert die Entwicklung von Plattformen.
Charakteristiken von Plattformen sind die Produktion von Netzwerkeffekten, ihre natürliche Tendenz zu Monopolisierung und die Anwendung von Quersubventionierung. Seinen Benutzern präsentiert sich eine Plattform zumeist als reine Interaktionsfläche. Dahinter stehen jedoch zahlreiche Regeln, die von den Plattformbesitzern festgelegt werden, die die Produkte, Dienste oder Interaktionsmöglichkeiten der Nutzer gemäß den Interessen der Plattformbesitzer formen und ausgestalten. Daher erhalten Plattformen nicht nur exklusiven Zugang zu Daten, sondern auch Kontroll- und Steuerungsmöglichkeiten über ihre Nutzer und deren Interaktionen. Besitz einer Plattform bedeutet im Wesentlichen Besitz von Software und Hardware. Für den Kapitalismus bedeutet diese Entwicklung vor allem die Konzentration von Eigentum. Dabei sind Plattformen nicht nur im bloßen Besitz von Daten oder Informationen, sondern werden zu Eigentümern der Infrastruktur der Gesellschaft. Diese Entwicklung verweist auf eine wichtige Verschiebung in der Art und Weise, wie kapitalistische Unternehmen sich betätigen. Die digitale Technologie ermöglichte es, dass Plattformen als Mittel zur Führung und Kontrolle der Industrie entstanden sind. Zudem haben sie eine Verschiebung von Produkten zu Dienstleistungen bewirkt.
Srnicek stellt unterschiedliche Plattformtypen vor und zeigt, wie vielfältig Daten von Unternehmen eingesetzt und genutzt werden, um Einnahmen zu generieren. Für alle ist das Sammeln von immensen Datenmengen jedoch zentral und die Plattform selbst bietet dafür das ideale Instrumentarium. Oftmals vereint ein Unternehmen mehrere Typen in sich, Unterscheidungen sind daher analytischer Natur.

#### Advertising Platforms
Advertising Platforms (dt. = Werbeplattformen) konzentrieren sich auf Werbung als Einnahmequelle und sind derzeit die erfolgreichste Art von Plattform mit hohen Einnahmen und signifikanten Gewinnen. Zudem legten sie den Grundstein des neuen Geschäftsmodells Plattform. Zwar werden Daten genutzt, um Dienste für Kunden und Nutzer zu verbessern, allerdings werden dadurch keine Einnahmen generiert. Kostenpflichtige Dienstleistungen wiederum riskieren den Verlust der Nutzer, die die Basis jeden Erfolgs darstellen. Um Nutzern kostenfreie Dienste anbieten zu können, sie dadurch zu binden und Netzwerkeffekte hervorzurufen, verkaufen Werbeplattformen gezielt Werbeflächen an Werbetreibende und sichern sich auf diese Weise ihre Einnahmequelle.
Der Schlüssel für finanzielle Gewinne ist dabei nicht die reine Datensammlung, sondern vor allem die Analyse der gewonnenen Daten, d. h. bearbeitete Daten. Werbetreibende interessieren sich für Daten, die ihnen Einblicke in Konsumentenwünsche vermitteln oder sie mit wahrscheinlichen Verbrauchern zusammenbringen. Werbeplattformen verkaufen daher nicht personalisierte Daten an sich, sondern vielmehr das Versprechen, dass die Software der Plattform Werbetreibende bei Bedarf mit passenden Benutzern zusammenbringt. Einnahmen werden demnach durch die Gewinnung von Daten aus Online-Aktivitäten von Nutzern, durch die Analyse dieser Daten und durch die Versteigerung von Werbeflächen an Werbetreibende generiert.
Die größten Plattformen dieser Art sind derzeit Google und Facebook, deren größte Einnahmequelle Werbung ist. Im ersten Quartal 2016 generierte Google 89 % seiner Einnahmen durch den Verkauf von Werbeflächen, Facebook sogar 96,6 %.
Kritiker sehen in dieser Art von Plattform die freie Arbeit bedroht. Sie bemängeln, dass die Benutzer einer Werbeplattformen als unbezahlte Arbeiter ausgebeutet werden, die Waren (Daten und Inhalte) produzieren, die von Unternehmen bzw. den Plattformen an Werbetreibende und andere Interessenten verkauft werden.

#### Cloud Platforms
Cloud Plattformen wie Platform as a Service und Infrastructure as a Service sind Plattformen, die eine grundlegende Infrastruktur für die digitale Ökonomie und den E-Commerce aufbauen. Diese kann dann gewinnbringend an andere ausgeliehen werden, während sie parallel dazu Daten zu ihren eigenen Zwecken sammeln. Bekanntestes Beispiel einer Cloud-Plattform ist Amazon. Amazon hat durch Quersubventionierung Millionen Kunden gewonnen. Diese werden durch schnelle und günstige Lieferung angelockt und gebunden, für Amazon selbst ist dieser Service jedoch unrentabel. Aufgrund der steigenden Nutzerzahlen wuchs schnell die interne Notwendigkeit, die zunehmend komplexe Logistik des Unternehmens zu handhaben. Daraus entstanden ist 2006 Amazon Web Services (AWS), eine zunächst interne Plattform, die es ermöglicht, die wachsende Logistik zu bewältigen. Neben der Nutzung zu eigenen Zwecken vermietet AWS seine Dienstleistungen mittlerweile über Cloud Computing auch an andere Unternehmen. Diese müssen wiederum weder Zeit noch Geld in die Entwicklung von eigener Soft- oder Hardware investieren, sondern können die benötigte IT-Infrastruktur auf Abruf mieten. Cloud Plattformen werden generell auf Bedarfsbasis genutzt und folgen der Logik eines Abonnements. Für die vermietende Plattform bedeutet der Besitz der Infrastruktur, die für andere Branchen notwendig ist, eine äußerst mächtige und rentable Position. Cloud Plattformen ermöglichen letztendlich das Outsourcing vieler Teile der IT-Abteilung eines Unternehmens. Dieser Prozess verdrängt IT-Fachkräfte und ermöglicht oft auch die Automatisierung der Tätigkeitsfelder, für die sie zuständig waren.
Weitere Anbieter von Cloud-Plattformen sind Google, Microsoft, IBM und Adobe Inc.

#### Industrial Platforms
Seitdem Datenerfassung, -Speicherung und -Analyse zunehmend billiger geworden sind, halten Plattformen Einzug in die traditionelle Fertigung. Die Idee, dass jede Komponente im Produktionsprozess mit Montagemaschinen und anderen Komponenten ohne die Überwachung durch Menschen kommunizieren kann, wird bereits durch das Internet der Dinge (IoT) verfolgt und einer Realisierung zuzuführen versucht. Dieser Prozess wird in Deutschland unter dem Begriff der Industrie 4.0 geführt. Ziel sind Produktionsoptimierung, Effizienzsteigerung und Kostensenkung. Die Implementierung der Komponenten des IoT setzt einen gemeinsamen Kommunikationsstandard voraus, um Interoperabilität zu gewährleisten. Hier kommen industrielle Plattformen zum Einsatz, die als grundlegender Rahmen für die Verbindung von Sensoren und Aktoren, Fabriken und Lieferanten, Produzenten und Verbrauchern, Software und Hardware dienen. Industrielle Plattformen bauen Hardware und Software und stellen damit die Werkzeuge bereit, um das IoT in der Industrie zu implementieren. Im Gegensatz zu Cloud Plattformen sind industrielle Plattformen weniger generisch und vermitteln Expertise im Produktionsbereich. Positioniert als Vermittler zwischen Fabriken, Konsumenten und App-Entwicklern, sind industrielle Plattformen ideal platziert, um einen beträchtlichen Anteil der globalen Fertigung zu überwachen.
Als Beispiel dienen traditionelle Produktionsunternehmen wie General Electric (GE) und Siemens, welche ihre eigenen industriellen Plattformen Predix und MindSphere entwickelten und damit Standards für Smart Manufacturing und die Verwaltung des industriellen Internets bereitstellen.

#### Product Platforms
Produktplattformen sind ein neuer Typ von On-Demand-Plattformen, welche physische oder immaterielle Waren als Dienstleistung anbieten. Zum Erfolg von Produktplattformen haben insbesondere die Stagnation der Löhne und der Rückgang der Ersparnisse in den letzten Jahren und Jahrzehnten beigetragen.
Beispiel für diesen Plattformtyp ist das Carsharing-Unternehmen Zipcar, welches die Vermietung eigener Autos als Dienstleistung anbietet. Auch die Musikindustrie wird mittlerweile von On-Demand Plattformen dominiert. Zahlreiche Musikanbieter wie Spotify oder Pandora bieten die Ware Musik in Form von On-Demand-Streaming an und generieren ihre Einnahmen nicht wie frühere Anbieter durch den Verkauf von CDs oder anderen physischen Musikträgern, sondern durch Abonnements. Mittlerweile werden in der digitalen Musikindustrie mehr Gewinne durch das Abonnement-Modell erzielt als durch Musikdownloads.
On-Demand-Plattformen betreiben neben Software und Konsumgütern auch hergestellte Waren und Gebrauchsgüter. Die drei großen Hersteller von Strahltriebwerken für Luftfahrzeuge Rolls-Royce, GE und Pratt & Whitney verfolgen heute beispielsweise das Modell der Waren als Dienstleistung, da das klassische Modell (Bau eines Triebwerkes und anschließender Verkauf dessen an eine Fluggesellschaft) mit geringen Margen und einer hohen Konkurrenz auf dem Markt verbunden war. Heute werden die Triebwerke nicht mehr an Airlines verkauft, sondern Gebühren für die Nutzung und den Einsatz der Triebwerke erhoben. Im Gegenzug gewährleisten die Hersteller Wartungen und die Bereitstellung von Ersatz(teilen).
Wie für alle Typen von Plattformen sind auch für Produktplattformen Daten immens wichtig. Triebwerke werden beispielsweise mit Sensoren ausgestattet und so große Menge an Daten gesammelt. Diese werden neben der eigenen Produktoptimierung dazu genutzt, um sich Wettbewerbsvorteile gegenüber Konkurrenten zu sichern und jene zu blockieren, die in den Markt einsteigen wollen.

#### Lean Platforms
Lean Platforms (dt. = Schlanke Plattformen) sind neben Produktplattformen ein weiterer Typ von On-Demand Plattformen, deren Entwicklung seit Ende der Finanzkrise boomt. Auch bei diesem Typ werden Daten wichtig, um sich gegen Konkurrenten durchzusetzen, denn sie sind das primäre Mittel des Wettbewerbs. Schlanke Plattformen, zu denen Srnicek Unternehmen wie Uber und Airbnb zählt, versuchen sich als die Plattform zu etablieren, auf der sich Benutzer, Kunden und Arbeiter treffen können. Schlank sind sie deshalb, weil sie im Gegensatz zu Produktplattformen scheinbar keine Waren und damit kein Kapital besitzen: weder besitzt Uber Autos, noch Airbnb eigene Unterkünfte. Solche Unternehmen besitzen jedoch die Plattform der Software und der Datenanalytik und somit das wichtigste Kapital. Sie sind zudem gekennzeichnet durch starkes Outsourcing, ein Trend, der bereits in den 1970er-Jahren begann. Was bleibt ist die Kontrolle über die Plattform, was wiederum eine Monopolstellung ermöglicht. Mitarbeiter von Schlanken Plattformen sind weniger Arbeitnehmer als unabhängige Auftragnehmer oder Freelancer, was für die Unternehmen eine enorme Einsparung der Arbeitskosten bedeutet. Kontrolle wird dennoch über Reputationssysteme ausgeübt. Auf diese Weise unterstützen Schlanke Plattformen informelle sowie prekäre Arbeit und verlagern diese online, begleitet von einer allgegenwärtigen Überwachung.
Dass es zahlreiche und gut gebildete Mitarbeiter von Schlanken Plattformen gibt, ist hauptsächlich darauf zurückzuführen, dass die Phase nach der Finanzkrise keine neuen Jobs hervorbrachte und deshalb viele auf jedwede Arbeit angewiesen sind. Häufig mündet dies in unfreiwilliger Selbstständigkeit, informeller Arbeit oder Mikrotasking. Weiter verlagern Schlanke Plattformen Investitions-, Instandhaltungs-, Versicherungs- und Abschreibungskosten auf ihre Mitarbeiter. Trotz der Auslagerung sämtlicher Kosten und niedrigen Löhnen weisen Schlanke Plattformen derzeit eine geringe Rentabilität auf und sind auf Investitionen angewiesen. Ähnlich wie der Dotcom-Boom, baut das Wachstum im Lean-Plattform-Sektor auf Erwartungen zukünftiger Gewinne auf und nicht auf tatsächlichen Erträgen. Umso wichtiger ist es für diese Plattformen eine Monopolstellung zu erreichen, um Profitabilität nicht nur durch Outsourcing und Lohnsenkungen zu erreichen. Aufgrund dessen und der allgemeinen Schwierigkeit der Umsatzgenerierung diagnostiziert Srnicek, dass Schlanke Plattformen sich nicht langfristig werden halten können und ein vorübergehendes Phänomen darstellen.

### Great Platform Wars (S. 93–129)
Im dritten Kapitel Great Platform Wars (dt. = Große Plattformkriege) thematisiert Srnicek aktuelle Tendenzen und Herausforderungen von Plattformen und beschreibt Prognosen. Zudem beschäftigt er sich damit, welche Rolle der Wettbewerb in einer zunehmend von Monopolen geprägten Wirtschaft einnimmt. Zwar stellen Daten, Netzwerkeffekte und Pfadabhängigkeit Hürden dar, um ein Monopol zu überwinden, dies bedeutet jedoch nicht das Ende des kapitalistischen Wettbewerbs. Vielmehr hat sich die Form des Wettbewerbs verändert. Im Wesentlichen wird die Wettbewerbsfähigkeit nicht mehr allein durch das Kriterium einer maximalen Differenz zwischen Kosten und Preisen bestimmt. Datenerhebung und -analyse tragen wesentlich dazu bei, wie die Wettbewerbsfähigkeit eines Unternehmens beurteilt und bewertet wird. Um wettbewerbsfähig bleiben zu können, müssen Plattformen deshalb die Extraktion, Analyse und Kontrolle von Daten intensivieren und in ihr Anlagevermögen investieren.
Aktuelle Tendenzen ergeben sich aus der Wettbewerbsdynamik, die durch die Fokussierung von Plattformen auf Datengewinnung und die Erzeugung von Netzwerkeffekten entsteht. Zum einen ist die Expansion der Datengewinnung und der Ausbau der dafür benötigten Infrastruktur beobachtbar. In diesem Zusammenhang gewinnt das Consumer Internet of Things (CIoT) immer mehr an Bedeutung. Beispiele hierfür sind u. a. Geräte wie Amazon Echo oder Smart TVs. Diese Tendenz der zunehmenden Datenerfassung involviert, dass Unternehmen immer häufiger an die Grenzen des gesellschaftlich und rechtlich Akzeptierten gehen. Eine weitere Tendenz von Plattformen ist die Positionierung als Gatekeeper, d. h. die Besetzung von Schlüsselpositionen und damit verbunden die Sicherung der Wettbewerbsfähigkeit. Da Nutzer primär über Schnittstellen mit Plattformen interagieren, nehmen diese eine zentrale Mittlerpositionen ein und sind von besonderem Interesse. Beispielsweise ist Google Gatekeeper, da die Suchmaschine weltweit als primäre Schnittstelle genutzt wird, um in den Rest des Internets zu gelangen. Eine dritte dominante Tendenz ist die Einrichtung von verschlossenen Systemen, die einen exklusiven Datenzugang für Plattformen gewährt und Mitbewerber aussticht. Indem Nutzer und ihre Daten durch verschiedene Maßnahmen eingeschlossen werden, wird auf diese Weise eine Abhängigkeit erzeugt. Apple ist leitendes Beispiel, da es seine Dienste und Geräte alle stark interdependent gestaltet und dadurch Alternativen blockiert. Auch Facebook, Amazon und Co. sind bestrebt, ein in sich geschlossenes System zu errichten, das die Benutzer zu keiner Zeit verlassen müssen. Als Folge dessen lässt sich eine Verschiebung vom offenen Netz zu zunehmend geschlossenen Apps beobachten. Mit der Ausbreitung des Smartphones interagieren Nutzer verstärkt durch Apps mit dem Internet und nicht mehr durch Webseiten. Srnicek hält es für denkbar, dass diese Entwicklung der kapitalistischen Konkurrenz zu einer Fragmentierung des Internets führt.
Trotz vieler Veränderungen verbleiben aktuelle Herausforderungen für die Wirtschaft und Unternehmen, welche nach wie vor in ein System des Wettbewerbs und der Rentabilität eingebunden sind: Insbesondere der Produktionssektor hat noch immer mit dem globalen Problem der Überkapazität zu kämpfen. Schlanke Plattformen müssen hingegen eine nachhaltige Quelle der Dynamik schaffen und sind in wirtschaftlichen Krisen wenig standhaft. Ebenso wie Werbeplattformen, welche sich aufgrund ihrer starken Abhängigkeit von Werbeeinnahmen in einer prekären Situation befinden. Die Herausforderung für diese Plattformen besteht darin, sinkende Einnahmen aufgrund der abnehmenden Bedeutung von Werbung durch alternative Einnahmequellen und die Entwicklung neuer Mittel zu ersetzen. Denkbar sind beispielsweise eine massive Ausweitung von Micropayments oder die Rückkehr zum Kerngeschäft verbunden mit der Aufgabe von Quersubventionierungen.
Insofern diese Tendenzen immer weiter voranschreiten, prognostiziert Srnicek, dass Plattformen immer weiter expandieren, ihre Monopolmacht konsolidieren und immensen Reichtum ansammeln werden. Plattformen reichen immer weiter in die digitale Infrastruktur hinein und erzeugen eine Abhängigkeit der Gesellschaft von sich selbst. In diesem Zukunftsszenario werden existente Ungleichheiten in Sachen Einkommen und Reichtum in Ungleichheiten des Zugangs reproduziert. Um den monopolistischen Tendenzen entgegenzuwirken, wäre die Errichtung von kooperativen Plattformen denkbar. Diese Maßnahme bleibt jedoch genauso wie die Kontrolle von Plattformen durch den Staat eher unvorstellbar und minimal. Anstatt nur die Regulierung von Plattformen zu planen, könnten öffentliche Plattformen geschaffen werden, die von den Menschen besessen und kontrolliert werden und die als öffentliche Versorgungseinrichtungen dienen. Letztendlich müssen jedoch alle Bemühungen die Existenz von Plattformen berücksichtigen.

## Rezeption des Buches
Platform Capitalism erhält seit Erscheinen vermehrt Aufmerksamkeit und wird überwiegend positiv rezipiert. Das Buch wird zum einen aufgrund seiner Neutralität als positiv bewertet. Srnicek schreibt weder polemisch, stark kritisch oder wertend, so Steven Craig Hickman. Zum anderen schafft es der Autor trotz der Kürze des Buches, alle relevanten ökonomischen Trends und ihre Hintergründe zu erläutern und vermittelt dem Leser damit ein grundlegendes Wissen über die digitale Wirtschaft und neue Technologien. Allerdings handelt es sich bei dem Buch eher um eine allgemeine Zusammenfassung darüber, welche Plattformen wie arbeiten und thematisiert stark einzelne Unternehmen. Eine detaillierte Auseinandersetzung mit der aktuellen Wirtschaftslage bietet das Buch nicht und es mangelt ihm an einer tieferen Kritik. Es beinhaltet keine Spannung oder Überraschungen, bietet jedoch einen informierten Blick auf die historische und zeitgenössische Wirtschaftslage sowie digitale Akteure bzw. Unternehmen.
In einem Online-Artikel der taz beschreibt Fabian Ebeling das Buch als „fordernd, nüchtern, eine gute Bestandsaufnahme.“ Der Rote Faden sowie die hohe Informationsdichte auf wenigen Seiten werden positiv hervorgehoben, allerdings erfordert dies vom Leser auch eine erhöhte Aufmerksamkeit und beeinträchtigt an manchen Stellen die Verständlichkeit und Nachvollziehbarkeit der Argumentation. Auch McKenzie Wark hebt positiv hervor, dass das Buch ein überzeugendes Bild der aktuellen Wirtschaftssituation bietet und lobt dessen Detailgenauigkeit. Bruce Robinson kritisiert hingegen, dass Srnicek die Technologie selbst und soziale Konsequenzen zu wenig thematisiert und das Buch daher nur wenig zur Diskussion über Implikationen für die Arbeit beiträgt. Damit fehlt es ihm an einer wichtigen Dimension, die einen maßgeblichen Einfluss auf die Zukunft des Plattformkapitalismus haben kann. Als nützlich bewertet Robinson Srniceks Typologie von Plattformen, die u. a. eine Unterscheidung hinsichtlich der Anwendung des Geschäftsmodells und der Nutzung von Daten ermöglicht. Insgesamt bietet das Buch daher eine gute Einführung in den zeitgenössischen Kapitalismus und seine Dynamik und glänzt durch eine umfangreiche und aktuelle Bibliographie. Allerdings ist es zu kurz, um sein eigenes Ziel zu erfüllen, eine Wirtschaftsgeschichte des Kapitalismus und der digitalen Technologie zu geben.
Claude Forthomme schreibt: "Soberly titled “Platform Capitalism”, it is pleasingly short (120 pages) and to the point. In a straightforward, non academic style, it provides a sedate, well thought-out analysis."

## Kontroversen und Kritik zum Plattformkapitalismus
Srnicek trägt mit seinem Buch zu einer derzeit viel diskutierten und dennoch wenig definierten Thematik bei. Denn auch wenn derzeit noch keine einheitlichen Definitionen inhaltlicher Art existieren, finden die Begriffe Plattformkapitalismus und Plattform zunehmende Verwendung. Aktuell gibt es einen regelrechten Boom von Plattformen und immer mehr Unternehmen wollen sich als solche neu erfinden. Einige prominente Kritiker sehen im Plattformkapitalismus eine weitreichende Veränderung in vielen Bereichen der Wirtschaft und darin, wie Waren und Dienstleistungen produziert, geteilt und geliefert werden. Anstelle des konventionellen Modells, bei den einzelnen Unternehmen um Kunden konkurrieren, tritt ein neues Modell, das für den Verbraucher scheinbar flach und partizipativ gestaltet ist: Was zuvor eine Reihe von Institutionen benötigte, ist jetzt für die Einzelperson mit ihrem Smartphone möglich. Kritik wird vor allem daran geübt, dass Unternehmen ihren Status als Plattform missbrauchen, der es ihnen zum Beispiel ermöglicht Gesetze zu umgehen, Steuern zu vermeiden oder Klagen abzuweisen. Sie überschreiten immer mehr Grenzen und reichen in private Sphären hinein. Zudem sind die großen, namhaften Plattformen Monopole, die aufgrund von Netzwerkeffekten unaufhaltsam wachsen und kaum Raum für Alternativen lassen und daher immer mehr an Macht und Einfluss gewinnen. Befürworter argumentieren hingegen, dass nur eine ausgeprägte Monopolstellung die massiven Investitionen in Innovationen und Weiterentwicklung ermöglicht.
Plattformen werden häufig als eine Manifestation von weitreichenden kapitalistischen Transformationen angesehen, welche sich als dauerhaftes Merkmal in der globalen Wirtschaft etablieren. Dieses aufstrebende Geschäftsmodell ist eine Art der soziotechnischen Vermittler- und kapitalistischen Geschäftsorganisation. Dabei werden Plattformen häufig primär in ihrer Rolle bei der Verschlechterung der Arbeitsbedingungen und der Zunahme prekärer Beschäftigungsverhältnisse wahrgenommen. Allerdings gibt es auch Zweifel über die Nachhaltigkeit des Plattform-Geschäftsmodells im Allgemeinen und seine Fähigkeit, Einnahmen und Erträge zu erzielen. Zudem besteht die Gefahr, dass sich unter den Plattformen, welche nach Monopolisierung streben, eine zerstörerische Konkurrenz etabliert.
Sascha Lobo beschreibt den Plattformkapitalismus als einen aktuellen Trend, welcher häufiger unter dem Sammelbegriff Sharing Economy in aktuellen Diskussionen thematisiert wird. Die Sharing Economy ist allerdings nur ein Teilaspekt einer neuen digitalen Wirtschaftsordnung, welche mit offensiver Disruption einhergeht. Lobo kritisiert dabei den euphemistischen Gebrauch und Umgang mit dieser. Unternehmen, die als Plattformen in einer Sharing Economy agieren und sich selbst als Teil dieser betrachten, verfolgen auf aggressive Weise allein das Ziel der Macht, welches sie unter dem Begriff der teilenden Wirtschaft verschleiern. Tatsächlich hat diese Strategie wenig mit Teilen zu tun, als vielmehr mit der alleinigen Kontrolle über den Markt, bei der es darum geht, nicht nur besser als die Konkurrenten zu sein, sondern diese auszuschalten. Dabei tarnen sich Plattformen in ihrer Funktion als Meta-Händler, welche die Regeln bestimmen und den Zugang kontrollieren und bewirken viel mehr als die reine Verschiebung des Marktes in den digitalen Bereich: „Die entscheidende Weiterentwicklung ist aber: Der herkömmliche Marktplatz führt gewöhnlich Angebot und Nachfrage zwischen Kunden und Unternehmern zusammen. Eine Plattform dagegen führt Kunden und X zusammen. Und weil Plattformen jedes Detail ihrer Geschäftsprozesse definieren, technisch handhabbar machen und kontrollieren, kann X alles und jeder sein, von der Privatperson bis zum Milliardenkonzern. […] Der Plattform-Kapitalismus löst damit per Definition die Grenze zwischen professionellem Angebot und amateurhaftem Gelegenheitsangebot auf.“ Diese Transformation ist nach Lobo zwar nicht per se negativ zu bewerten, problematisch erscheint in diesem Zusammenhang aber vor allem die mangelnde politische und gesellschaftliche Vorbereitung auf diese Entwicklung: fehlende Regulierungen von Monopolen und die Veränderung des Arbeitsbegriffs, was mitunter zur Untergrabung von Arbeitsrechten und Dumpinglöhnen führen kann.

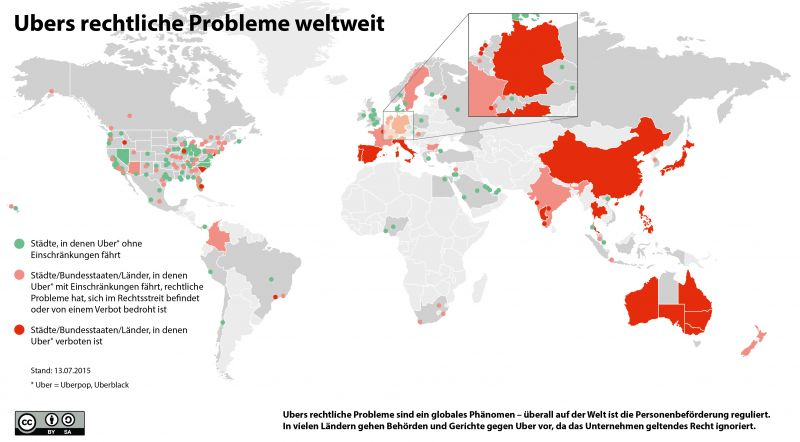
Rechtliche Lage von Uber weltweit

In diesen und anderen kritischen Zusammenhängen finden insbesondere die Plattformen Uber und AirBnb immer wieder Erwähnung. Als Paradebeispiel einer neuen Ökonomie richtet sich eine Reihe von Kritikpunkten an diese Unternehmen, da sie den gleichberechtigten Zugang zu Mobilität und Wohnraum einschränken, Sicherheitsrisiken bergen sowie Steuern und Arbeitsrechte umgehen. Aus diesen Gründen sieht sich insbesondere Uber in vielen Ländern mit rechtlichen Problemen konfrontiert.

## Abgrenzung zur Plattform Industrie 4.0
Plattformen, wie sie Srnicek beschreibt, sind inhaltlich von der in Deutschland tätigen Plattform Industrie 4.0 abzugrenzen. Während es sich bei Srnicek bei Plattformen um Unternehmen handelt, die ein auf Daten basiertes Geschäftsmodell verfolgen, um finanzielle Gewinne zu erzielen, ist die Plattform Industrie 4.0 ein gemeinschaftliches Projekt, welches von Vertretern aus Wirtschaftsunternehmen, Wissenschaft, Verbänden, Gewerkschaften und Politik, vertreten durch Bundesminister für Wirtschaft und Energie Peter Altmaier und Bundesministerin für Bildung und Forschung Johanna Wanka, getragen wird. Im Gegensatz zu unternehmerischen Plattformen zielt dieses Projekt nicht auf Rentabilität oder Datensammlung, sondern forscht im Rahmen der Industrie 4.0, ihrer Umsetzung in Deutschland und in der Arbeitswelt. Zudem gibt die Plattform Industrie 4.0 Handlungsempfehlungen für Akteure und Anwender und initiiert geeignete Standards in der Industrie. Ziel ist es, „die internationale Spitzenposition Deutschlands in der produzierenden Industrie zu sichern und auszubauen. Sie will den anstehenden digitalen Strukturwandels vorantreiben und die dafür notwendigen einheitlichen und verlässlichen Rahmenbedingungen schaffen“.
Laut Roland Berger (Unternehmen), eine Beratungsfirma im Auftrag des Bundesministerin für Wirtschaft und Energie heißt es, dass ohne Industrie 4.0 viele Unternehmen nicht überleben würden, jedoch die Umstellung die Profitabilität steigert. Hiermit stellt sich die Frage ob, diese staatliche Intervention durch Plattform Industrie 4.0 sich nicht in der Kontinuität des Plattformkapitalismus befindet, und somit, auch in der Kontinuität der Umstrukturierung durch Plattformen um Profitabel zu bleiben.

## Entstehungsgeschichte des Buches
Platform Capitalism ist 2016 im Anschluss an eine gemeinschaftliche Arbeit mit Alex Williams (Inventing the Future: Postcapitalism and a World Without Work) aus dem Jahr 2015 entstanden. Die Idee zum Buch entsprang Srnicek's Interesse und Forschung auf dem Gebiet der aufkommenden digitalen Wirtschaft. Mit dem Buch zielt er darauf ab, ein breiteres Verständnis für die Neuartigkeit von Unternehmen wie Google zu schaffen sowie dafür, welche Auswirkungen digitale Plattformen auf die Wirtschaft haben (können).
Srnicek sah auf diesem Themengebiet einen Mangel in der aktuellen Literatur: Wirtschaftliche Aspekte in Bezug auf Eigentum und Rentabilität werden außer Acht gelassen und der wirtschaftliche Kontext sowie die Imperative eines kapitalistischen Systems werden vernachlässigt. Andere Arbeiten wiederum untersuchen zwar genau diese aufkommenden wirtschaftlichen Trends, stellen sie aber als sui generis und getrennt von ihrer eigenen Geschichte dar. Diesem Mangel wollte Srnicek begegnen und einen anderen Ansatz bieten, welcher die Geschichte des Kapitalismus als erklärenden Faktor in den Blick nimmt. Im Buch schreibt er dazu: „The present book aims to supplement these other perspectives by giving an economic history of capitalism and digital technology, while recognising the diversity of economic forms and the competitive tensions inherent in the contemporary economy.“ In einem Vortrag am Goldsmiths 2017 sagt Srnicek weiter, er wolle mit dem Buch zur aktuellen Diskussion um Plattformen beitragen und innerhalb dieser und für sich selbst Klarheit darüber gewinnen, was Plattformen sind und wie sie in das Wirtschaftssystem einzuordnen sind. Denn neben ihrer Wahrnehmung als politische oder kulturelle Akteure werden diese nur selten als Wirtschaftsakteure anerkannt.
Anschließend an Platform Capitalism setzt Srnicek seine Forschung im Bereich der digitalen Wirtschaft aktuell fort und erweitert sie, indem er die politische Ökonomie der Künstlichen Intelligenz sowie deren Einfluss auf die Machtdynamik des Kapitalismus untersucht.

## Über den Autor
Nick Srnicek ist seit 2017 Dozent für Digitale Wirtschaft am King’s College in London und lehrt dort insbesondere im Bereich der Digital Humanities. Seine Ausbildung umfasste die Fächer Psychologie, Philosophie sowie internationale Politik. 2013 schloss er seine Promotion in International Relations an der London School of Economics and Political Science ab. Unter anderem unterrichtete er bereits an der University of Westminster, University of London und am University College London und war als Herausgeber für eine Fachzeitschrift für internationale Beziehungen tätig. Sein Forschungsinteresse gilt den Themen der Plattformökonomie, der politischen Ökonomie der Künstlichen Intelligenz, der Anti-Arbeitspolitik sowie der Marxistischen Ökonomie. Einige seiner bisherigen Arbeiten wurden in zahlreiche Sprachen übersetzt und in renommierten Medien wie der New York Times und im The Guardian diskutiert.

## Ausgaben
- Nick Srnicek: Platform capitalism. Polity, Cambridge, UK 2016, ISBN 978-1-5095-0486-2.
- Nick Srnicek: Plattform-Kapitalismus. Hamburger Edition, Hamburg 2018, ISBN 978-3-86854-321-6.

## Weiterführende Literatur
- Arno Rolf, Arno Sagawe: Des Googles Kern und andere Spinnennetze: die Architektur der digitalen Gesellschaft. UVK Verlagsgesellschaft, Konstanz 2015.
- Daniel Schallmo et al. (Hrsg.): Digitale Transformation von Geschäftsmodellen: Grundlagen, Instrumente und Best Practices. Springer Gabler, Wiesbaden 2017.
- Erik Brynjolfsson, Andrew McAfee: The second machine age: wie die nächste digitale Revolution unserer aller Leben verändern wird. Plassen, Kulmbach 2014.
- Jeremy Rifkin: Die Null-Grenzkosten-Gesellschaft. Das Internet der Dinge, kollaboratives Gemeingut und der Rückzug des Kapitalismus. Fischer Taschenbuch, Frankfurt am Main 2016.
- Jürgen Kocka: Geschichte des Kapitalismus. C.H.Beck, München 2017.
- Manfred Bruhn, Karsten Hadwich (Hrsg.): Dienstleistungen 4.0: Geschäftsmodelle – Wertschöpfung – Transformation. Springer Gabler, Wiesbaden 2017.
- Nick Srnicek, Alex Williams: Inventing the Future: Postcapitalism and a World Without Work. Verso, London 2015.
- Paul Mason: Postkapitalismus: Grundrisse einer kommenden Ökonomie. Suhrkamp, Berlin 2016.
- Stefan Kirchner, Jürgen Beyer: Die Plattformlogik als digitale Marktordnung: Wie die Digitalisierung Kopplungen von Unternehmen löst und Märkte transformiert. In: Zeitschrift für Soziologie (ISSN 0340-1804). Bd. 45, H. 5 (Okt. 2016), S. 324–339 (PDF).
- Ulrich Dolata, Jan-Felix Schrape: Kollektivität und Macht im Internet. Springer VS, Wiesbaden 2018 (erschienen 2017). ISBN 978-3-658-17909-0.